# رحلة العجائب (فلم)
رحلة العجائب  فيلم كوميدي مصري للمخرج حسن الصيفي عام 1974، قصة وسيناريو وحوار حسن الصيفي وصبري عزت. تم تصوير الفيلم بين القاهرة والولايات المتحدة الأمريكية. قام بالبطولة محمد عوض ونبيلة عبيد ونبيل الهجرسي  وتدور الأحداث حول عباس وزوجته أرواح وما يحدث عندما يرث عباس ثروة كبيرة من عم هاجر لأمريكا.
صدر الفيلم إلى دور العرض المصرية في 27 مايو 1974  وكان العرض الأول بدار سينما ميامي بالقاهرة.
منح موقع قاعدة بيانات الأفلام على الإنترنت (قاعدة بيانات الأفلام على الإنترنت) الفيلم درجة 5.3/ 10.
منح موقع قاعدة بيانات الأفلام العربية «السينما.كوم» الفيلم درجة 5.5/ 10.

## طاقم التمثيل
محمد عوض: في دور عباس المصري
نبيلة عبيد: في دور ارواح (زوجة عباس)
سيف الله مختار: في دور حسين (زميل عباس في المصنع)
وحيد سيف: في دور مسعود (سائق سيارة الأجرة)
نبيل الهجرسي: في دور كامل نجيب (المحامي)
سيمون: في دور سوزان شاكر المصري (ابنة عم عباس)
بالاشتراك مع المطرب الشعبي محمد طه وفرقته.

## أحداث الفيلم
يعمل الشاب عباس المصري (محمد عوض) بمصنع للسيارات وهو متزوج من الجميلة أرواح (نبيلة عبيد) التي تملك سيارة أجرة وتعهد بها للسائق مسعود (وحيد سيف) لقيادتها وتستلم منه إيرادها يومياً. يسخر السائق مسعود من عباس ويطلق عليه «جوز الست» مما يغضبه وعندما يتخلى مسعود عن قيادة سيارة الأجرة تقوم أرواح بالوقوف إلى جانب زوجها وتهاجم مسعود وتأمره بطاعة زوجها وعدم إهانته. يصل إلى بيت عباس وأرواح برقية من أمريكا وحيث أنها باللغة الإنجليزية فإنهم يطلبوا من الطفلة ابنة الجيران أن تقرأ البرقية التي تفيد بوفاة شاكر المصري، عم عباس الذي هاجر إلى أمريكا بعد أن أستولى على أموال عائلته، وأن المحامي كامل نجيب (نبيل الهجرسي) في إنتظار حضور عباس إلى أمريكا لإستلام ميراثه. يسارع عباس وأرواح إلى مكتب شركة الطيران، حسب التعليمات الواردة في البرقية، لإستلام بطاقة السفر ولكن أرواح تصر على شراء بطاقة أخرى لتصاحب زوجها في رحلته إلى أمريكا. يستقبل المحامي كامل الزوجين في أمريكا ويصطحبهم لمقابلة سوزان شاكر المصري (الأمريكية سيمون) ابنة عم عباس. يصل عباس وأرواح إلى بيت العم المتوفى ليجدوا حفلة راقصة وموسيقى صاخبة وابنة العم ترقص وسط أصدقائها. وفي اليوم التالي، عندما يفتح المحامي وصية المتوفي ويقرئها، يجد الجميع أن شاكر المصري قد ترك مبلغاً كبيراً للكلب «عنتر» الذي كان ملازماً له في فترة مرضه وكان لا يأكل ولا يشرب حزناً على العم، وترك باقي ثروته مناصفة بين ابنته سوزان وابن أخيه عباس ويشترط أن يتزوج الاثنين ليضمن عدم تفتيت الثروة.
ترفض سوزان فكرة الزواج وكذلك عباس لانه يحب أرواح زوجته. ينصحه المحامى بالزواج ثم الطلاق ليتمكن من الحصول على الثروة، ويوافق عباس ليقع فريسه مواقف كوميديه بينه وبين زوجته أرواح، ومن جهة أخرى بينه وبين سوزان الأمريكية واصدقائها. يعود عباس في النهاية مع زوجته أرواح إلى مصر.

## الفيلم وبطلته
كتب الناقد السينمائي محمود قاسم معلقاً على أدوار نبيلة عبيد على الشاشة وقال: "كانت أفلامها الأولى كلها ملونة في زمن الأبيض والأسود، بما يعني مدى الاعتناء بها، والمراهنة عليها مثل (كنوز - زوجة من باريس) وهما فيلمان تدور أحداثهما في الواحات. ويعبر الكاتب عن الأدوار المتواضعة الغير مؤثرة التي لعبتها فيكتب: "صارت "نبيلة عبيد" ممثلة عادية فيما بعد، تقوم في أغلب الأفلام بدور بنت البلد الطيبة، مثل دور البائعة في "لعبة كل يوم" عام 1971، كما سافرت للعمل بين سوريا ولبنان في النصف الأول من السبعينات، وعادت لتستكمل التمثيل في أدوار عادية للغاية، منها "رحلة العجائب" التي دارت أحداثه في الولايات المتحدة عام 1974."

## روابط خارجية
- مقالات تستعمل روابط فنية بلا صلة مع ويكي بيانات
- رحلة العجائب على الدهليز
- رحلة العجائب على كاروهات

http://www.otlwb.com/videos/trip-film/ نسخة محفوظة 9 سبتمبر 2022 على موقع واي باك مشين. رحلة العجائب (فيلم)
https://www.filmweb.pl/film/Rehlet+al+agayeb-1974-471134 رحلة العجائب (فيلم)
https://www.tvguide.com/movies/rehlet-el-agayeb/cast/2000321916/ رحلة العجائب (فيلم)